# 1646 Rosseland
1646 Rosseland (1939 BG) là một tiểu hành tinh vành đai chính được phát hiện ngày 19 tháng 1 năm 1939 bởi Y. Vaisala ở Turku.